# Боркен (Гессен)
Боркен (нем. Borken) — город в Германии, в земле Гессен. Подчинён административному округу Кассель. Входит в состав района Швальм-Эдер. Население составляет 12 830 человек (на 31 декабря 2010 года). Занимает площадь 82,3 км². Официальный код — 06 6 34 001.
Город подразделяется на 14 городских районов.

## Фотографии

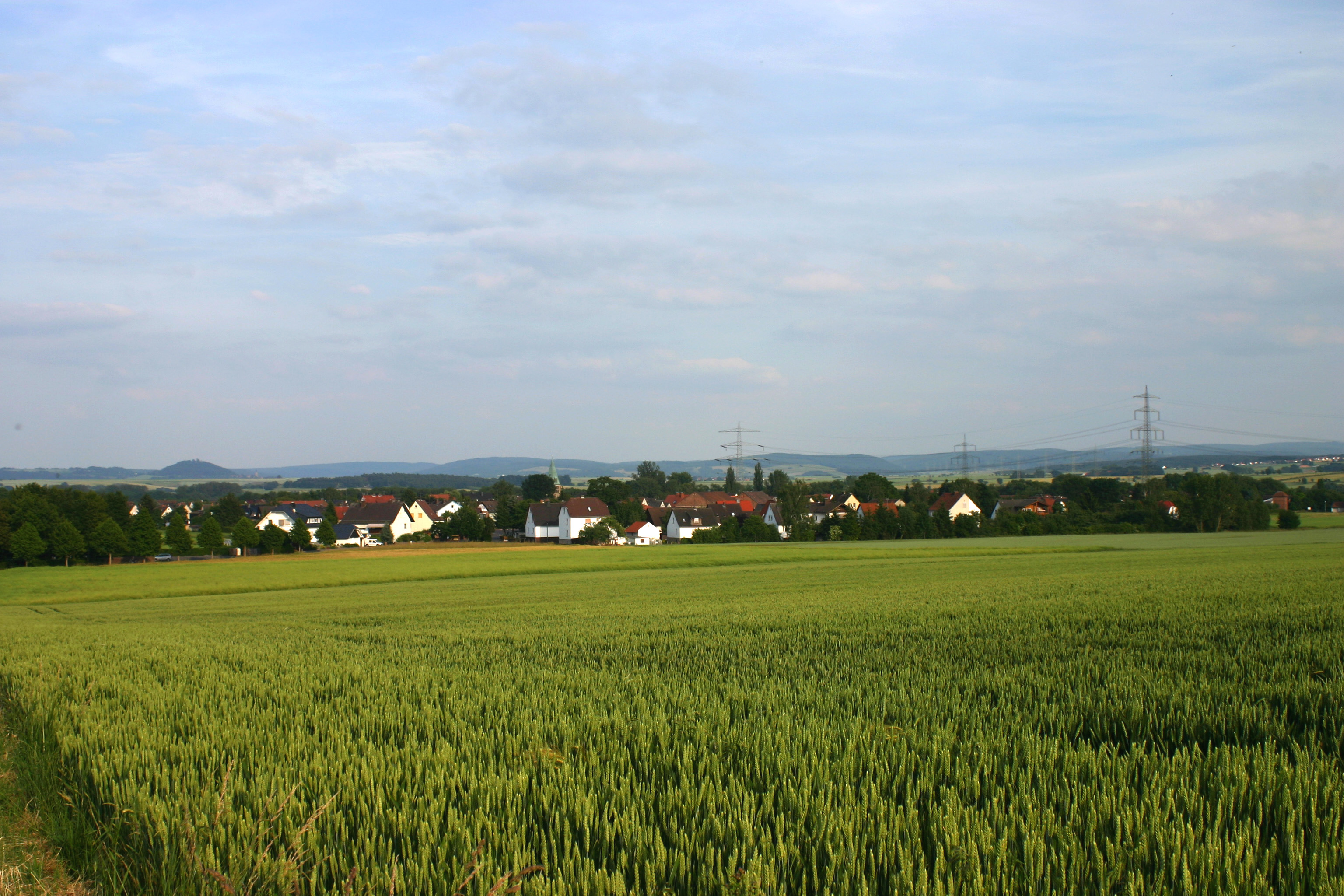
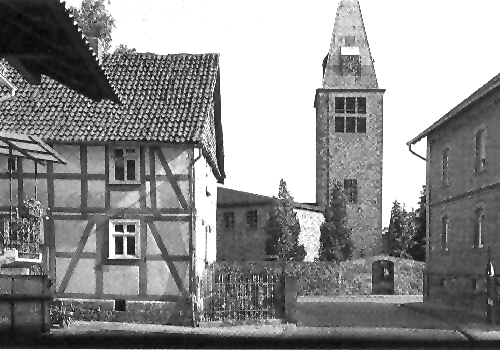
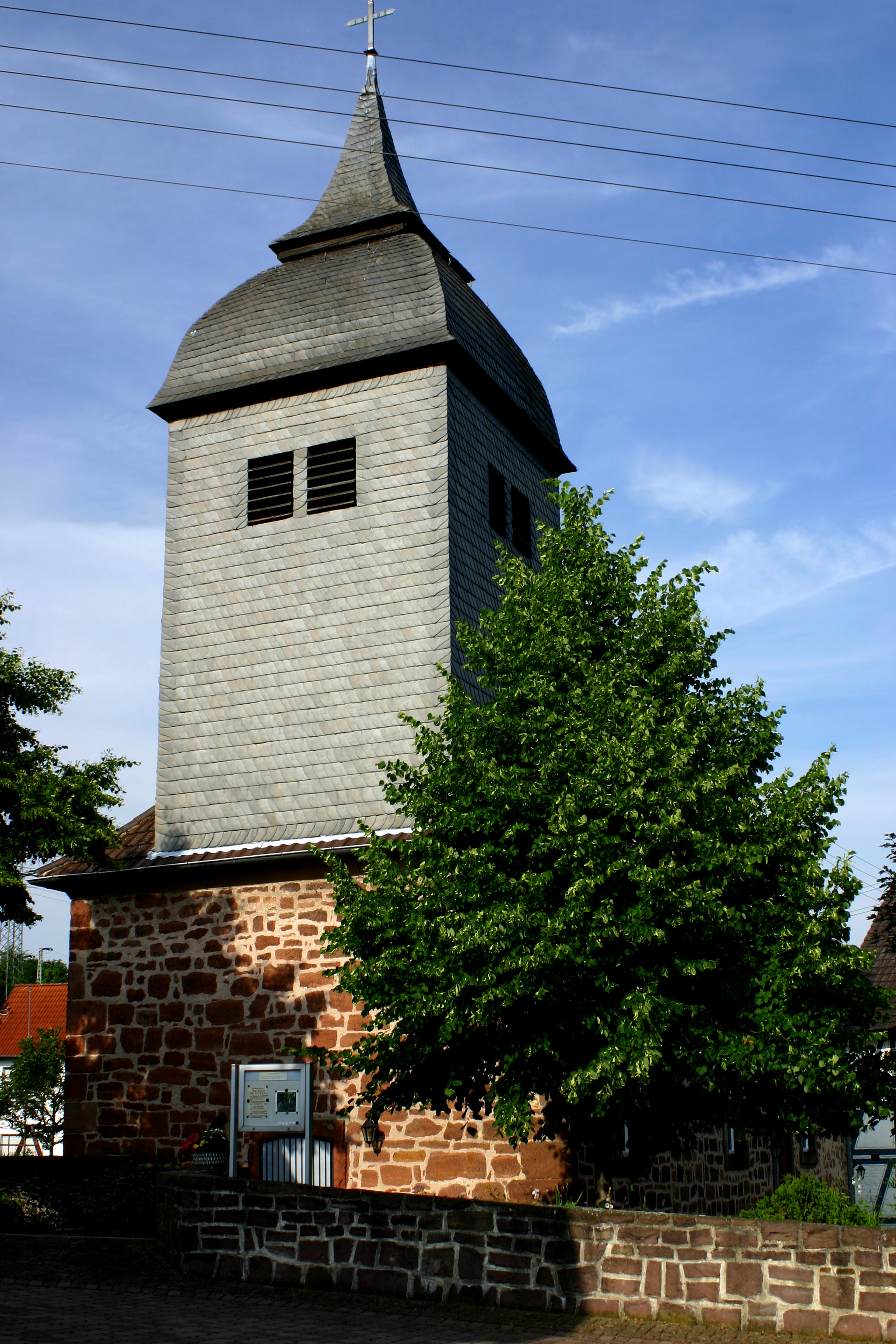